# Nombre figurat
El terme nombre figurat és utilitzat per diferents escriptors per als membres dels diferents conjunts de nombres, generalitzant a partir dels nombres triangulars a diferents formes (nombres rectangulars, o nombres poligonals) i diferents dimensions (nombres polièdrics). El terme pot significar:
- Un nombre poligonal.
- Un nombre representat com un model geomètric regular r-dimensional de boles r-dimensionals com ara un nombre poligonal (per r=2) o un nombre polièdric (per r=3).
- Un membre del subconjunt dels conjunts anteriors, que conté només nombres triangulars, nombres piramidals, i els seus anàlegs en altres dimensions.[1]

## Terminologia
Alguns tipus de nombres figurats van ser estudiats en els segles xvi i xvii sota el nom "nombre figural". En treballs històrics sobre matemàtics grecs, el terme preferit és nombre representat.
En Jakob Bernoulli, a Ars Conjectandi, utilitza el terme nombre figurat pels nombres triangulars creats amb enters successius, pels nombres tetraèdrics creats amb nombres triangulars successius, etc. Aquests resulten ser els coeficients binomials. En aquest ús, els nombres quadrats 4, 9, 16, 25, ... no serien considerats nombres figurats quan es veien arranjats en un quadrat.
Altres fonts utilitzen el terme nombre figurat com a sinònim pel nombres poligonals, ja sigui la classe habitual o també incloent els nombres centrats poligonals.

## Història
Es diu que l'estudi matemàtic de nombres figurats es va originar amb Pitàgores, possiblement basant-se en precursors babilònics o egipcis. La generació de qualsevol classe de nombres figurats que els pitagòrics van estudiar amb gnòmons també s'atribueix a Pitàgores. Malauradament, no hi ha cap font fidedigna per aquestes reclamacions, perquè totes les escriptures supervivents sobre els pitagòrics són de segles més tard. Sembla ser segur que el quart nombre triangular de deu elements (1+2+3+4), va ser anomenat tetractys en grec, i era una part central de la religió pitagòrica, juntament amb diverses altres figures que també s'anomenaven tetractys. Els nombres figurats eren d'interés a la geometria pitagòrica.
L'estudi modern de nombres figurats torna amb Pierre de Fermat, concretament en el Teorema del nombre poligonal de Fermat. Més tard, esdevingué un tema significatiu per a Euler, qui va donar una fórmula explícita per a tots els nombres triangulars que són també quadrats perfectes, entre moltes altres descobertes relacionades amb els nombres figurats.
Els nombres figurats han jugat una funció significativa en matemàtiques recreatives modernes. En l'àmbit de la recerca, els nombres figurats són estudiats a través dels polinomis d'Ehrhart, polinomis que compten el nombre de punts enters en un polígon o poliedre quan és expandit per un factor donat.

## Nombres triangulars
Els nombres triangulars per n = 1, 2, 3, ... són el resultat de la juxtaposició dels nombres lineals (gnòmons lineals) per n = 1, 2, 3, ...
| * | * · * · * | * · * · * · * · * · * | * · * · * · * · * · * · * · * · * · * | * · * · * · * · * · * · * · * · * · * · * · * · * · * · * | * · * · * · * · * · * · * · * · * · * · * · * · * · * · * · * · * · * · * · * · * |

Aquests són els coeficients binomials{\displaystyle n+1 \choose 2} per n = 1, 2, 3, ...
Això és el cas r=2 del fet que la r-èssima diagonal del triangle de Pascal per {\displaystyle r\geq 0} consisteix en els nombres figurats pels triangles anàlogs r-dimensionals (símplexs r-dimensionals). Els casos per r = 1, 2, 3, 4, ... són:
- (nombres lineals), {\displaystyle P_{1}(n)={\frac {n}{1}}={n+0 \choose 1}}
- (nombres triangulars), {\displaystyle P_{2}(n)={\frac {n(n+1)}{2}}={n+1 \choose 2}}
- (nombres tetraèdrics), {\displaystyle P_{3}(n)={\frac {n(n+1)(n+2)}{6}}={n+2 \choose 3}}
- (nombres pentacòrics, nombres pentatòpics, nombres 4-símplexs), {\displaystyle P_{4}(n)={\frac {n(n+1)(n+2)(n+3)}{24}}={n+3 \choose 4}}
- (nombres r-símplexs), {\displaystyle P_{r}(n)={\frac {n(n+1)(n+2)...(n+r-1)}{r!}}={n+r-1 \choose r}}

Els termes nombre quadrat i nombre cúbic deriven de la seva representació geomètrica com a quadrat o cub. La diferència de dos nombres triangulars positius és un nombre trapezoïdal.

## Gnòmon
El gnòmon és la peça afegida a un nombre figurat per transformar-lo al proper més gran.
Per exemple, el gnòmon d'un nombre quadrat és un nombre senar, en la forma general 2n + 1, n = 0, 1, 2, 3, .... Així, el quadrat de mida 8 compost dels gnòmons començant des del nombre 1 és semblant a això:
8 8 8 8 8 8 8 8
 8 7 7 7 7 7 7 7
 8 7 6 6 6 6 6 6
 8 7 6 5 5 5 5 5
 8 7 6 5 4 4 4 4
 8 7 6 5 4 3 3 3
 8 7 6 5 4 3 2 2
 8 7 6 5 4 3 2 1

Per transformar del n-quadrat (el quadrat de mida n) al (n + 1)-quadrat, s'afegeixen 2n + 1 elements: un cap al final de cada fila (n elements), un cap al final de cada columna (n elements), i un darrer a la cantonada. Per exemple, quan transformem el 7-quadrat en el 8-quadrat, afegim 15 elements; aquests elements són els nombres 8 en la figura anterior.
Això també proporciona una prova matemàtica que la suma dels primers {\displaystyle n} nombres senars és {\displaystyle n^{2}}; la figura il·lustra 1 (el nombre 1 de la figura anterior) + 3 (els tres nombres 2) + 5 + 7 + 9 + 11 + 13 + 15 = 64 = 8*8.